# Gerry Philbin
Gerald John „Gerry“ Philbin (* 31. Juli 1941 in Pawtucket, Rhode Island; † 25. Juni 2025 in Palm Beach Gardens, Florida) war ein US-amerikanischer American-Football-Spieler. Er spielte als Defensive End unter anderem bei den New York Jets in der National Football League (NFL) und in der American Football League (AFL).

## Spielerlaufbahn

### Collegekarriere
Gerry Philbin besuchte in seiner Geburtsstadt die Highschool. Nach seinem Schulabschluss studierte er an der University at Buffalo und spielte dort für die Buffalo Bulls American Football als Defensive Tackle. Philbin wurde aufgrund seiner sportlichen Leistungen zum All American gewählt, erhielt aber auch diverse Auszeichnungen aufgrund seiner akademischen Leistungen.

### Profikarriere
Gerry Philbin wurde im Jahr 1964 durch die New York Jets, die in der AFL spielten, in der dritten Runde an 19 Stelle gedraftet. Gleichzeitig zeigten die Detroit Lions aus der NFL Interesse an einer Verpflichtung und zogen ihn in der NFL Draft in der dritten Runde an 33 Stelle. Philbin wurde von Weeb Ewbank, dem Head Coach der Jets, als Defensive End eingesetzt. Im Jahr 1968 gewannen die Jets um die späteren Mitglieder in der Pro Football Hall of Fame Joe Namath und Don Maynard in der Regular Season elf von 14 Spielen. Im AFL Endspiel schlugen sie in diesem Jahr die Oakland Raiders mit 27:23 und qualifizierten sich damit für den Super Bowl. Dort trafen sie im Super Bowl III (damals noch AFL-NFL Championship Game genannt) auf die von Don Shula betreuten Baltimore Colts. Mit einem 16:7-Sieg konnten Philbin und seine Mitspieler das Spielfeld verlassen. Gerry Philbin wechselte nach der Saison 1972 zu den Philadelphia Eagles. Als Spieler der New York Stars, die in der World Football League (WFL) spielten, beendete er nach der Saison 1974 seine Laufbahn.

## Nach der Laufbahn
Philbin war nach seiner Laufbahn ein erfolgreicher Geschäftsmann und betrieb unter anderem eine Recyclingfirma auf Long Island. Er lebte bis zu seinem Tod in West Palm Beach, Florida. 

## Ehrungen
Gerald Philbin spielte zweimal im AFL-All-Star-Spiel und wurde viermal zum All Star der AFL und der WFL gewählt. Die New York Jets ehrten ihn im MetLife Stadium auf dem New York Jets Ring of Honor. Philbin war Mitglied in der UB Athletics Hall of Fame und in der TJB Hall of Fame. Die Zeitschrift Sports Illustrated wählte ihn im Jahr 1999 zu einem der besten Sportler aus Rhode Island.